# Oxygène (film, 2021)
Pour les articles homonymes, voir Oxygène (homonymie) et Oxygen.
Pour plus de détails, voir Fiche technique et Distribution.
Oxygène est un thriller américano-français réalisé par Alexandre Aja et sorti en 2021. Il est diffusé en exclusivité sur Netflix.

## Synopsis
Dans un futur proche, Elizabeth Hansen se réveille dans une capsule cryogénique. Seule et amnésique, elle ne sait pas comment elle a pu s'y retrouver. La situation se complique davantage lorsque l'oxygène vient à manquer. La jeune femme va devoir chercher dans sa mémoire pour s'en sortir. Elle peut dialoguer avec un ordinateur appelé Milo, et se rend compte qu'elle peut passer des appels téléphoniques pour demander qu'on vienne l'aider.

## Fiche technique
Sauf indication contraire, les informations mentionnées dans cette section peuvent être confirmées par la base de données cinématographiques IMDb,  présente dans la section « Liens externes ».
- Titre original : Oxygène
- Titre anglais : Oxygen
- Titre de travail : O2
- Réalisation : Alexandre Aja
- Scénario : Christie LeBlanc
- Musique : Robin Coudert
- Direction artistique : Dominique Moisan
- Décors : Jean Rabasse
- Costumes : Agnès Beziers
- Photographie : Maxime Alexandre
- Montage : Stéphane Roche
- Production : Alexandre Aja, Brahim Chioua, Noémie Devide, Grégory Levasseur et Vincent Maraval

Production déléguée : Serge Catoire, Laurence Clerc, James Engle, Franck Khalfoun, Christie LeBlanc et Adam Riback
- Sociétés de production : Gateway Films, Wild Bunch et Echo Lake Entertainment
- Société de distribution : Netflix
- Pays de production :  États-Unis,  France
- Langue originale : français
- Format : couleur
- Genres : thriller, survie, science-fiction
- Durée : 100 minutes
- Date de sortie[4] :
  - Monde : 12 mai 2021 (sur Netflix)

## Distribution
- Mélanie Laurent : Elizabeth Hansen
- Malik Zidi : Léo Ferguson
- Mathieu Amalric : MILO (voix)
- Annie Balestra : Elizabeth âgée (voix)
- Lyah Valade : Elizabeth, enfant
- Éric Herson-Macarel : le capitaine Moreau (voix)
- Marc Saez : l'inspecteur Ortiz (voix)
- Laura Boujenah : Alice Hansen
- Cathy Cerda : Alice Hansen, âgée (voix)
- Marie Lemiale
- Pascal Germain

## Production

### Genèse et développement
En 2016, le scénario est écrit par Christie LeBlanc. Le script, alors très remarqué, figure dans la liste annuelle The Black List, qui recense les meilleurs scénarios en attente de production.
En février 2020, on annonce que le Français Franck Khalfoun doit alors réaliser le film, avec Alexandre Aja à la production. En juillet, en raison de la pandémie de Covid-19, le projet se développe en France. Retourné à Paris, c'est finalement Alexandre Aja qui réalise le film, en remplacement de Franck Khalfoun.

### Distribution des rôles
En juillet 2017, Anne Hathaway est annoncée au casting du film, dont elle sera également productrice, en collaboration avec Echo Lake Entertainment et IM Global.
En février 2020, on annonce que Noomi Rapace remplace Anne Hathaway. En juillet, Mélanie Laurent, Mathieu Amalric et Malik Zidi rejoignent la distribution, alors que Noomi Rapace se désiste. Finalement, en raison de la pandémie de Covid-19, Mélanie Laurent est alors engagée pour le rôle principal et le scénario est réécrit en français,.

### Tournage
Le tournage a lieu au studio Kremlin d'Ivry-sur-Seine dans le Val-de-Marne, en juillet 2020.

## Sortie et accueil

### Promotion
En mars 2021, on annonce que la sortie du film est prévue pour le 12 mai 2021. En avril, Netflix présente la bande annonce officielle du film.

### Critique
Sur le site de l’agrégateur d’examen Rotten Tomatoes, 92 % des 60 avis sont positifs, avec une note moyenne de 6,9/10[réf. nécessaire].
En France le site agrégateur Allociné indique une moyenne des critiques de presse de 3,8/5 (20 avis étant recensés)[réf. nécessaire].
Pour Télérama, le scénario fait écho au confinement lié à l'épidémie de Covid-19.